# Hash (Unix)
Hash è un comando Unix  che stampa le informazioni sulla posizione dei comandi trovati.

## Sintassi
```
$ hash [name]
```

## Descrizione
Quando l'utente dà un comando, la shell cerca il comando in un percorso specifico tra le variabili PATH e memorizza la posizione nell'hash. L'hash può essere usato per cercare un comando specifico. Il comando è integrato nella shell. La shell C implementa questo comando in un modo diverso.

## Opzioni
Sono supportate le seguenti opzioni.
nameEsso cerca la variabile ambientale PATH per il nome dato.

## Valori Finali
Il comando ritorna i seguenti valori:
0Processo avvenuto con successo
1Si è verificato un errore

## Esempi
```
$ hash
```

Stampa l'hash table
```
$ hash cat
```

Cerca informazioni sul comando cat in un percorso specifico tra le variabili PATH. Se trovate, le inserisce nell'hash.